# Avenida del Libertador (Merlo)
La avenida del Libertador es la arteria más importante de la ciudad argentina de Merlo y del partido homónimo, en la provincia de Buenos Aires. 

## Recorrido
A lo largo de su kilómetro de extensión se encuentra el centro administrativo y comercial de la ciudad y del partido, en el barrio conocido como Merlo Centro.
Los edificios que se erigen a su vera raramente superan los tres pisos de altura; sus veredas son arboladas y al comienzo de cada primavera se destacan las flores azules de los jacarandáes.
El antiguo bulevar que cien años atrás se encontraba adornado con palmeras y jardines, ahora sirve para el estacionamiento medido de vehículos.
Es común ver a gran cantidad de ciclistas atravesar la avenida y aún hoy, a la hora de la siesta cuando el ritmo de pasajeros que se dirigen a la estación disminuye, el centro tiene cierto "sabor pueblerino".
Sobre la avenida se extienden boutiques, clínicas, casas de venta de artículos deportivos y de elctrodoméstios, restaurantes familiares, pizzerías y heladerías.
La avenida comienza en la Plaza del Mástil, frente al Colegio Domingo F. Sarmiento y Avenida Argentina, (esta última arteria conecta a Merlo Centro con la ciudad Parque San Martín a 500 m de distancia). En las tardes de otoño e invierno se pueden ver cientos de alumnos del Colegio Sarmiento y de la vecina Escuela Media de Educación Técnica N.º 1 tomando sol en la Plaza del Mástil.
Siguiendo en dirección norte se encuentra el edificio del Club Independiente de Merlo en donde se puede practicar natación, básquet y otros deportes. En la esquina de Bolívar se encuentra el edificio del Consejo Deliberante de Merlo y en la de Chacabuco, el edificio de estilo neoclásico de la Municipalidad construido en 1937; enfrente, se encuentra la Comisaría.
En la siguiente cuadra se erige el Palacio Landaburu declarado fachada histórica de la avenida y en donde hoy funciona una escuela secundaria.
En la esquina de Suipacha de eleva otro edificio de estilo clásico: la sucursal del Banco de la Provincia de Buenos Aires.
Cien metros al norte la Avenida del Libertador interseca a la Avenida Rivadavia-Presidente Perón y en donde se encuentra la Plaza Bartolomé Mitre que junto con la dársena de colectivos al un costado de la estación ferroviaria concentran el transporte de corta y media distancia. Las frecuentes tormentas tropicales que se vienen dando en los últimos años provocan graves problemas en este último tramo de la avenida, especialmente por las repetidas inundaciones del túnel que une a la plaza con la estación. El 27 de febrero de 2008 un gran temporal provocó la inundación del tramo de la avenida que va desde Rivadavia a la estación ferroviaria. Con las obras hidráulicas realizadas en los últimos años,el problema está prácticamente resuelto.

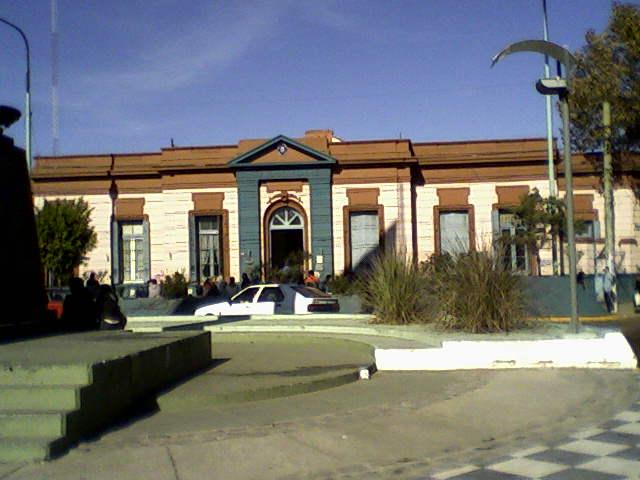
Colegio Domingo F. Sarmiento.
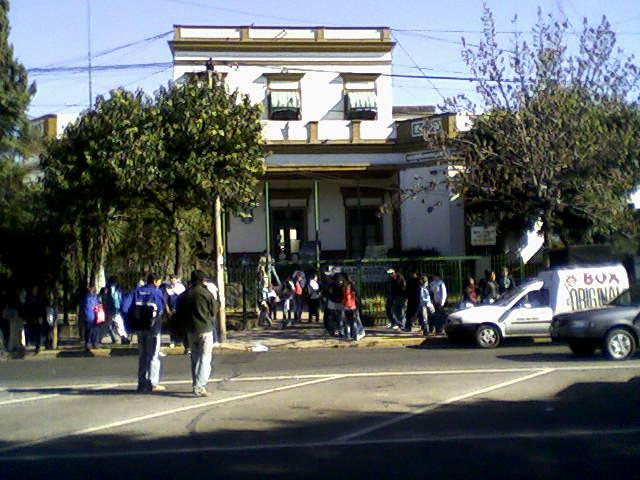
Palacio Landaburu.
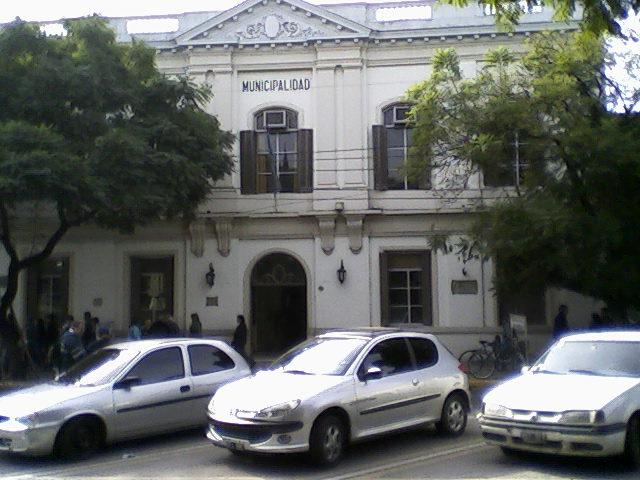
Palacio Municipal.
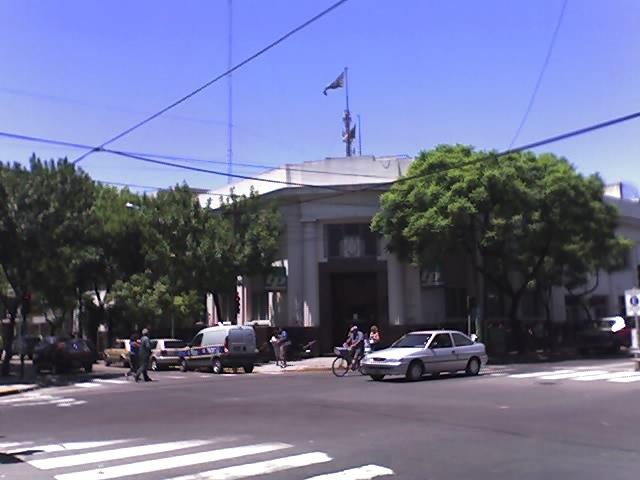
Edificio del Banco Provincia.
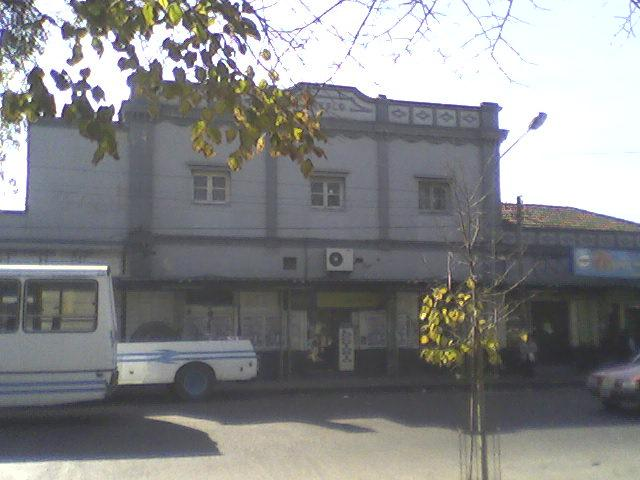
Estación ferroviaria.

## Historia
El trazado de la actual Avenida del Libertador fue consecuencia de la necesidad de conectar al pueblo de Merlo con la estación de ferrocarril inaugurada en 1859, la que había sido planeada construir 1,2 km al este de donde finalmente fue construida, en la actual intersección de Avenida Rivadavia y Avenida 25 de Mayo. 
En sus inicios el camino unía a dos vecindarios claramente diferenciados: “el pueblito” que comprendía a los vecinos de la Iglesia de Nuestra Señora de la Merced y “la estación”, de los residentes que se habían establecido alrededor de la estación ferroviaria. Para ir de un lugar al otro debía transitarse por la avenida que solía llenarse de malezas y que se encontraba rodeada de quintas.

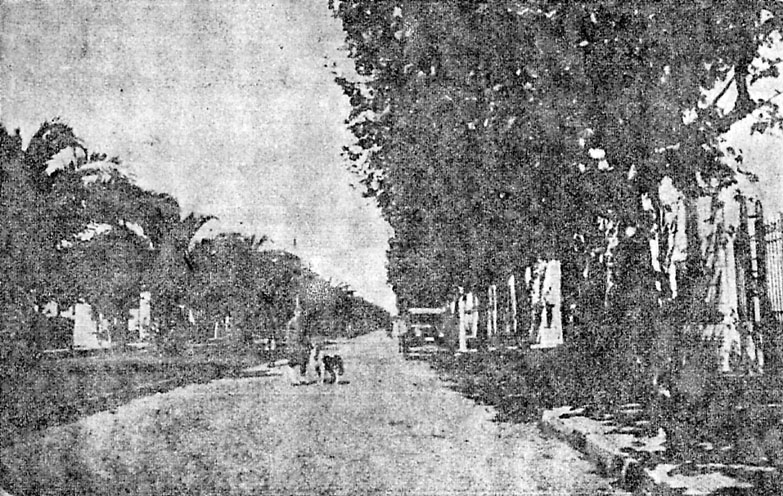
Avenida Ituzaingó, 1919. Se pueden distinguir las palmeras en el boulevard.
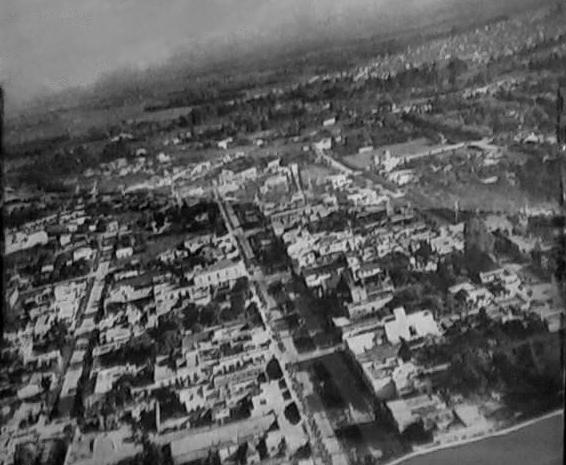
Vista aérea de Av. Ituzaingó y Merlo Centro, 1950.
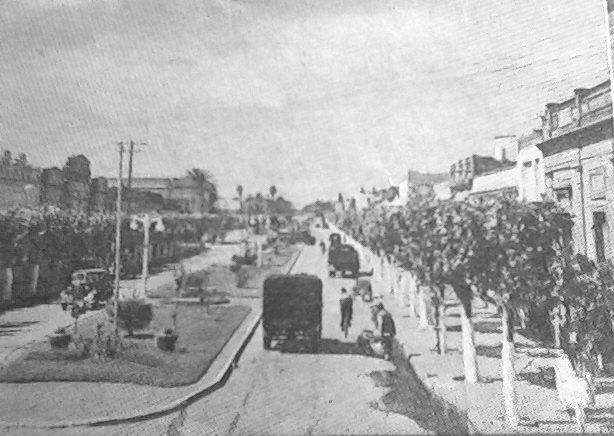
Avenida Ituzaingó, 1950.
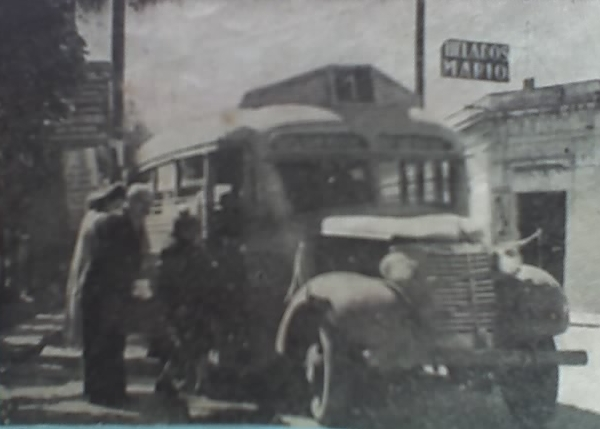
Pasajeros que se dirigen al Parque San Martín tomando el colectivo en la dársena, 1950.
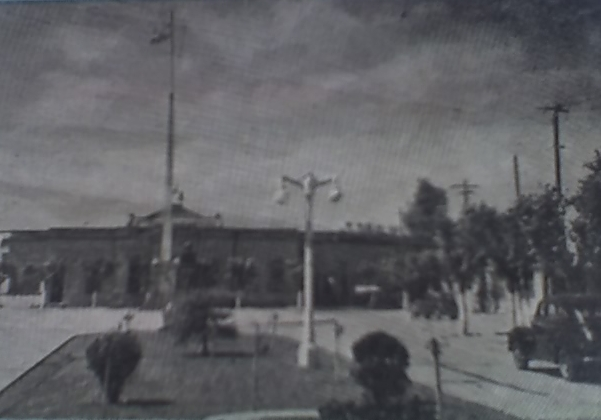
Colegio Domingo F. Sarmiento y Mástil, 1950.

En la década de 1870 se instala el primer alumbrado público con faroles alumbrados a kerosene y gas acetileno. En 1913 la avenida — que hasta entonces era un camino de tierra — es adoquinada y es 1938 el adoquín es reemplazado por asfalto. En el año 1950 se cambia el nombre de Avenida Ituzaingó por el de Avenida del Libertador. En la década de 1970 se amplía la avenida, quitando las plazoletas y haciendo a la Avenida del Libertador una avenida de dos manos, cada una de ellas de dos carriles. En 2010, luego de más de tres décadas, se renueva el pavimento de la avenida.
- Datos: Q5714277